# Monts Kamvoúnia
 (septembre 2020).
Si vous disposez d'ouvrages ou d'articles de référence ou si vous connaissez des sites web de qualité traitant du thème abordé ici, merci de compléter l'article en donnant les références utiles à sa vérifiabilité et en les liant à la section « Notes et références ».
Les monts Kamvoúnia (grec moderne : Καμβούνια Όρη / Kamvoúnia Óri) sont une chaîne de montagnes dans le Nord de la Grèce.
Ils sont à la frontière entre la Thessalie et la Macédoine-Occidentale, entre les districts régionaux de Larissa, de Kozani et de Grevena. L'accès à la montagne se fait principalement par Deskáti et Paliouria.
Les plus hauts sommets sont Vounása (Βουνάσα, 1 615 m) et Mavrolíthara (Μαυρολίθαρα, 1 363 m). Un petit plateau au centre du massif est dominé par les Trétimos (Τρέτιμος, 1 092 m), d'où l'on a une belle vue sur les sommets environnants.
Les monts Kamvoúnia sont entourés par l'Olympe à l'est, les monts de Piérie au nord-est, les monts Chásia (en) à l'ouest et les monts Antichásia (en) au sud. Le réservoir de l’Aliakmon est situé au nord.